# 憲法改正試案 (世界平和研究所)
憲法改正試案（けんぽうかいせいしあん）は、2005年1月20日に世界平和研究所が日本国憲法の改正案として公表した提言。

## 概要
「憲法改正論議に対する国民的理解と関心を高めること」を目指して、約2年間の検討期間を経て公表された前文と全116条からなる現行憲法改正案であり、主な特色は以下のとおり。
- 日本国憲法第9条を改正して自衛のための防衛軍の保有を定める。
- 国防、テロ、大規模自然災害等の緊急事態に対応して、一時的に憲法が保障する自由及び権利を制限する緊急の措置をとる権限を）内閣総理大臣に与える。
- 実質的な首相公選制の導入
- 法律案に関する国民投票制度の設立
- 環境権の明文化など基本的人権に関する規定の整備・拡充

なお、この改正試案の公表の後、衆参両院の憲法調査会が報告書をとりまとめ、各政党からも憲法改正に関する案や提言が発表されている。